# Andrassew Iván
Andrassew Iván, (eredetileg Andrasev; (Budapest, 1952. július 29. – Budapest, 2015. január 14.) magyar író, hírlapíró.

## Családja
Szülei Andrasev Iván és Németh Dana, felesége Csuha Katalin angoltanár volt. Gyermekei: Wanda, Tamara, Dávid Igor és Milos Fülöp.

## Életpályája
1978-ban elvégezte a MÚOSZ Újságíró Iskoláját külpolitika szakon, majd tanulmányait a Marxizmus-Leninizmus Esti Egyetem szociológia–filozófia karán fejezte be 1982-ben. Írni az esztergomi ferences gimnáziumban kezdett.
1970-től tudományos segédmunkát végzett, később hírlapkézbesítő volt. Közben autodidakta módon tanult, számos egyetemi és főiskolai előadást hallgatott. 1979-től hírlapíró üzemi lapoknál, közben 1984-ben hentes, 1989-től a Mai Nap, majd a Népszabadság, a Hócipő főmunkatársa, a Színes Vasárnap, a Népszava főmunkatársa majd publicisztika rovatvezetője és 1999-ben az iNteRNeTTo főszerkesztője.
Közben a Hócipő Online alapító főszerkesztője, a Katona József Színház munkatársa, az IDG média-tanácsadója, az EOL főszerkesztője, a Romániai Magyar Szó tudósítója és a Klubrádió műsorvezetője.
JAK-, Hekerle-, Móricz-, Eötvös- és MHB-ösztöndíjas volt, a Magyar Szak- és Szépirodalmi Szerzők és Kiadók Reprográfiai Egyesülete (MASZRE) alkotói díjjal támogatta. A Magyar Újságírók Országos Szövetsége, a Szépírók Társasága tagja és a Szegő Tamás Díj Alapítvány elnöke volt. 
2015. január 14-én hosszan tartó, súlyos betegség után hunyt el.

## Díjai
- Gerelyes Endre-novellapályázat díja (1984, 1987)
- a Prolilét-ráért a Nagy Lajos-pályázat díja (1984)
- Móricz Zsigmond-ösztöndíj (1987)
- a Móra Kiadó nívódíja (1989)
- Füst Milán-díj (1989)
- a Holnap Kiadó nívódíja (1990)
- Opus-díj (1995)
- a LinkBudapest novellapályázat díja (1999)
- Szalai Pál-emlékdíj (2005)
- Fejtő Ferenc-díj (2006)
- Táncsics Mihály-díj (2007)
- Demény Pál-emlékérem (2007)
- Szabad Sajtó-díj (2009)
- Polgárjogi-díj (2009)
- Radnóti Miklós antirasszista díj (2010)
- Libik György Díj (2012)

## Munkái
- Kutyabajok (antológia, 1987)
- Magyar Mozaik ‘86 (antológia 1987)
- Prolilét-ra (Pál Jánossal, 1988)
- Csapdalakó (elbeszélések, 1989)
- Végrend (elbeszélések, 1989)
- Prolitológia (Pál Jánossal, 1990)
- Peremkirályság (elbeszélések, 1995)
- Ácsi! (antológia, 1998)
- Königreich am Rande... Erzählungen aus Ungarn. Wilhelm Heyne Verlag München (antológia 1999)
- A víziló, Sziporka és Bamba Géza (meseantológia 2001)
- Beszélések (elbeszélések 2002)
- Alibi hat hónapra 4. Fürdő (antológia 2003)
- Alibi hat hónapra 5. Urak - Dámák (antológia 2003)
- Alibi hat hónapra 6. - Szerencse (antológia 2004)
- Novellisták könyve (antológia 2005)
- Das Königreich am Rande (ford.: Karlheinz Schweitzer, Gabriele Schäfer Verlag 2008)
- Ezer magyar haiku (antológia, 2010)
- Vashideg. Jegyzetek egy novellához; Noran Libro, Bp., 2011
- Csapdalakó. Elbeszélésgyűjtemény az alábbi kötetekből: Apokalicka, Végrend, Csapdalakó, Peremkirályság, Beszélések; Fapadoskonyv.hu, Bp., 2011
- Ne vígy minket a kísértésbe; Noran Libro, Bp., 2012
- Róna Péter: Miskolctól Oxfordig; riporter Andrassew Iván; Noran Libro, Bp., 2012
- Csanád és a család; XXI. Század, Bp., 2013